# Юбилейная медаль «Сорок лет Победы в Великой Отечественной войне 1941—1945 гг.»
Юбилейная медаль «Сорок лет Победы в Великой Отечественной войне 1941—1945 гг.» учреждена Указом Президиума Верховного Совета СССР от 12 апреля 1985 года в ознаменование 40-летия Победы над фашистской Германией в Великой Отечественной войне 1941—1945 гг.. Авторы рисунка медали — художники А. Г. Мирошниченко и В. А. Ермаков.

## Положение о медали
Юбилейной медалью «Сорок лет Победы в Великой Отечественной войне 1941—1945 гг.» награждаются:
- все военнослужащие и лица вольнонаёмного состава, принимавшие в рядах Вооружённых Сил Союза ССР участие в боевых действиях на фронтах Великой Отечественной войны
- партизаны Великой Отечественной войны
- участники советского подполья
- а также другие лица, награждённые медалями:
  - «За Победу над Германией в Великой Отечественной войне 1941—1945 гг.»
  - «За Победу над Японией».
- Все лица, награждённые следующими медалями:
  - «За доблестный труд в Великой Отечественной войне 1941—1945 гг.»
  - «За оборону Ленинграда»
  - «За оборону Москвы»
  - «За оборону Одессы»
  - «За оборону Севастополя»
  - «За оборону Сталинграда»
  - «За оборону Кавказа»
  - «За оборону Киева»
  - «За оборону Советского Заполярья»

Лицам, награждённым медалями «За оборону …», вручается медаль с надписью на оборотной стороне «УЧАСТНИКУ ВОЙНЫ», а лицам, награждённым медалью «За доблестный труд в Великой Отечественной войне 1941—1945 гг.» — с надписью на оборотной стороне «УЧАСТНИКУ ТРУДОВОГО ФРОНТА».
Среди награждённых медалью были не только граждане СССР, но и иностранцы.

## Порядок ношения
Юбилейная медаль «Сорок лет Победы в Великой Отечественной войне 1941—1945 гг.» носится на левой стороне груди и располагается после юбилейной медали «Тридцать лет Победы в Великой Отечественной войне 1941—1945 гг.»

## Описание медали

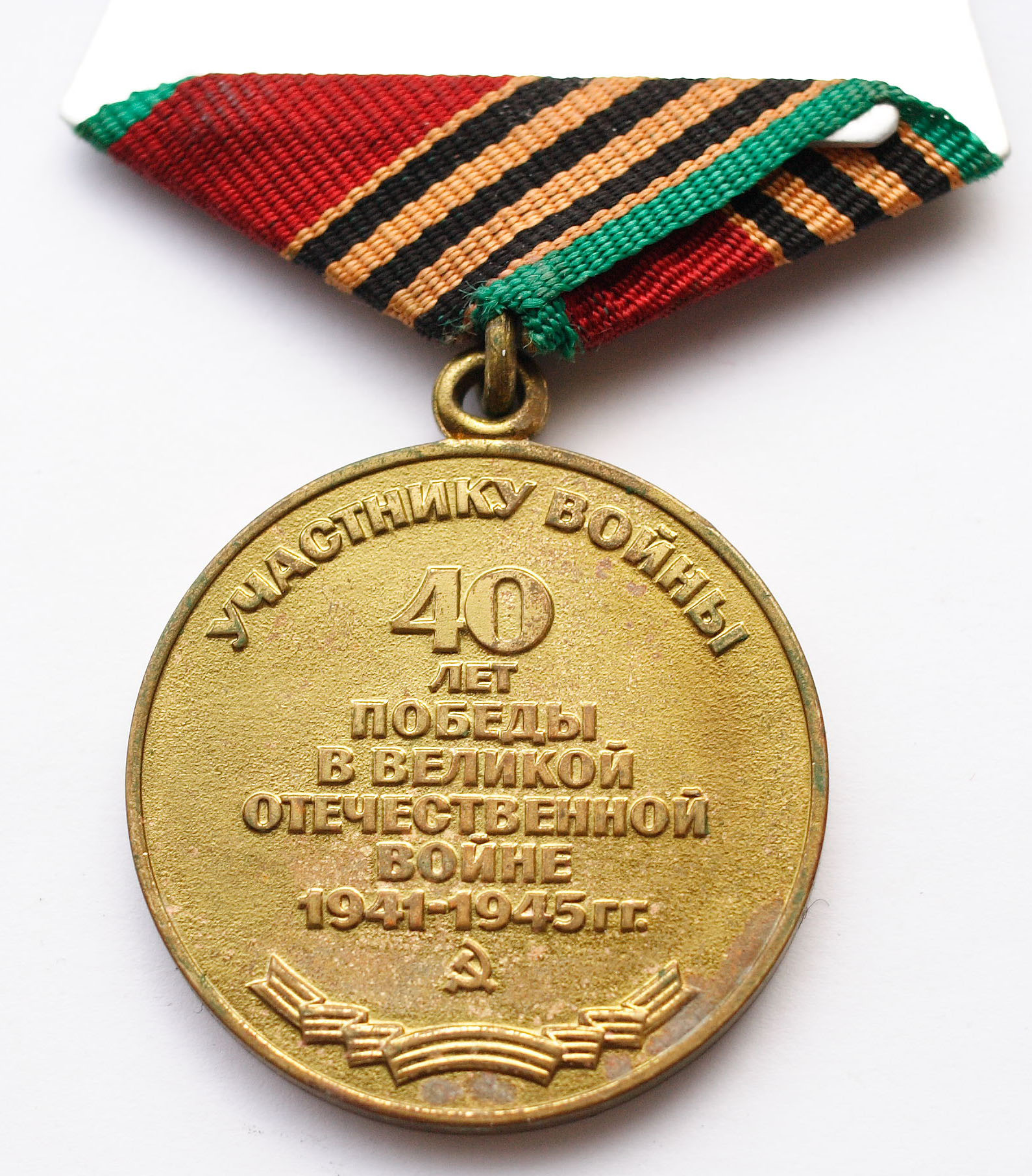
Реверс «военного» варианта медали

Юбилейная медаль «Сорок лет Победы в Великой Отечественной войне 1941—1945 гг.» изготовляется из латуни и имеет форму правильного круга диаметром 32 мм.
Все надписи и изображения на медали выпуклые. Края медали окаймлены бортиком.
Медаль при помощи ушка и кольца соединяется с пятиугольной колодкой, обтянутой шелковой муаровой лентой шириной 24 мм с тремя продольными узкими чёрными полосками, чередующимися с четырьмя узкими полосками оранжевого цвета и одной — красного цвета шириной 10 мм. Края ленты окантованы узкими зелёными полосками. Таким образом, левая половина ленты повторяет в миниатюре рисунок ленты ордена Славы.

### Аверс
На лицевой стороне медали на фоне пятиконечной звезды, лавровых ветвей и огней праздничного салюта в честь Победы советского народа в Великой Отечественной войне расположены изображения скульптурной группы солдата, рабочего, колхозницы и Спасской башни Московского Кремля; в верхней части даты «1945» и «1985».

### Реверс
На оборотной стороне медали размещены: в верхней части по окружности надпись «УЧАСТНИКУ ВОЙНЫ» или «УЧАСТНИКУ ТРУДОВОГО ФРОНТА», в середине — надпись «40 лет Победы в Великой Отечественной войне 1941—1945 гг.», в нижней части — рельефное изображение серпа и молота над лентой.
На медалях, отчеканенных для награждения иностранных граждан, надписи на реверсе медали — «УЧАСТНИКУ ВОЙНЫ» или «УЧАСТНИКУ ТРУДОВОГО ФРОНТА» отсутствуют.